# Резолюции Совета Безопасности ООН 1601—1700
Это список резолюций Совета Безопасности ООН с 1601 по 1700, принятых в период с 31 мая 2005 г. по 10 августа 2006 г.
| Резолюция | Дата             | Голосование                                 | Вопрос |
| --------- | ---------------- | ------------------------------------------- | --- |
| 1601      | 31 мая 2005      | 15-0-0                                      | Продлевает мандат Миссии ООН по стабилизации в Гаити                                                                             |
| 1602      | 31 мая 2005      | 15-0-0                                      | Продлевает мандат Операции ООН в Бурунди                                                                                         |
| 1603      | 3 июня 2005      | 15-0-0                                      | Продлевает мандат Операции ООН в Кот-д’Ивуаре                                                                                    |
| 1604      | 15 июня 2005     | 15-0-0                                      | Продлён мандат Вооружённых сил ООН по поддержанию мира на Кипре                                                                  |
| 1605      | 17 июня 2005     | 15-0-0                                      | Продлевает мандат Сил ООН по наблюдению за разъединением                                                                         |
| 1606      | 20 июня 2005     | 15-0-0                                      | Просит Генерального секретаря начать переговоры о Комиссии по установлению истины в Бурунди                                      |
| 1607      | 21 июня 2005     | 15-0-0                                      | Продлевает эмбарго на алмазы в отношении Либерии                                                                                 |
| 1608      | 22 июня 2005     | 15-0-0                                      | Продлевает мандат Миссии ООН по стабилизации в Гаити                                                                             |
| 1609      | 24 июня 2005     | 15-0-0                                      | Продлевает мандат Операции ООН в Кот-д’Ивуаре и поддерживает французские силы                                                    |
| 1610      | 30 июня 2005     | 15-0-0                                      | Продлевает мандат Миссии ООН в Сьерра-Леоне                                                                                      |
| 1611      | 7 июля 2005      | 15-0-0                                      | Осуждает взрывы в Лондоне (Великобритания)                                                                                       |
| 1612      | 26 июля 2005     | 15-0-0                                      | Создает механизм мониторинга и отчетности об использовании детей-солдат                                                          |
| 1613      | 26 июля 2005     | 15-0-0                                      | Выдвижение кандидатов в судьи Международного трибунала по бывшей Югославии                                                       |
| 1614      | 29 июля 2005     | 15-0-0                                      | Продлён мандат Временных сил ООН в Ливане                                                                                        |
| 1615      | 29 июля 2005     | 15-0-0                                      | Продлён мандат Миссии ООН по наблюдению в Грузии                                                                                 |
| 1616      | 29 июля 2005     | 15-0-0                                      | Продлевает эмбарго на поставки оружия в Демократическую Республику Конго                                                         |
| 1617      | 29 июля 2005     | 15-0-0                                      | Продлевает санкции против «Талибана», «Аль-Каиды», Усамы бен Ладена и сообщников                                                 |
| 1618      | 4 августа 2005   | 15-0-0                                      | Осуждает теракты в Ираке |
| 1619      | 11 августа 2005  | 15-0-0                                      | Продлевает мандат Миссии ООН по содействию Ираку                                                                                 |
| 1620      | 31 августа 2005  | 15-0-0                                      | Создаёт Объединённое представительство ООН в Сьерра-Леоне                                                                        |
| 1621      | 6 сентября 2005  | 15-0-0                                      | Увеличивает численность Миссии ООН в Демократической Республике Конго                                                            |
| 1622      | 13 сентября 2005 | 15-0-0                                      | Продлевает мандат Миссии ООН в Эфиопии и Эритрее                                                                                 |
| 1623      | 13 сентября 2005 | 15-0-0                                      | Продлевает полномочия Международных сил содействия безопасности в Афганистане                                                    |
| 1624      | 14 сентября 2005 | 15-0-0                                      | Призывает государства усилить процедуры выявления террористов и обеспечения безопасности пассажиров                              |
| 1625      | 14 сентября 2005 | 15-0-0                                      | Подтверждает необходимость принятия стратегии предотвращения конфликтов                                                          |
| 1626      | 19 сентября 2005 | 15-0-0                                      | Продлевает мандат Миссии ООН в Либерии                                                                                           |
| 1627      | 23 сентября 2005 | 15-0-0                                      | Продлевает мандат Миссии ООН в Судане                                                                                            |
| 1628      | 30 сентября 2005 | 15-0-0                                      | Продлевает мандат Миссии ООН в Демократической Республике Конго                                                                  |
| 1629      | 30 сентября 2005 | 15-0-0                                      | Назначение дела в Международный трибунал по бывшей Югославии                                                                     |
| 1630      | 14 октября 2005  | 15-0-0                                      | Восстанавливает группу по наблюдению за эмбарго на поставки оружия в Сомали                                                      |
| 1631      | 17 октября 2005  | 15-0-0                                      | Сотрудничество между ООН и региональными организациями в поддержании международного мира и безопасности                          |
| 1632      | 18 октября 2005  | 15-0-0                                      | Продлевает мандат группы экспертов в Кот-д'Ивуаре                                                                                |
| 1633      | 21 октября 2005  | 15-0-0                                      | Требует выполнения мирных соглашений в Кот-д'Ивуаре                                                                              |
| 1634      | 28 октября 2005  | 15-0-0                                      | Продлевает мандат Миссии ООН по проведению референдума в Западной Сахаре                                                         |
| 1635      | 28 октября 2005  | 15-0-0                                      | Продлевает мандат Миссии ООН в Демократической Республике Конго                                                                  |
| 1636      | 31 октября 2005  | 15-0-0                                      | Требует от Сирии сотрудничества с Независимой комиссией ООН по расследованию и прекращения вмешательства в дела Ливана           |
| 1637      | 8 ноября 2005    | 15-0-0                                      | Продлевает мандат Многонациональных сил в Ираке                                                                                  |
| 1638      | 11 ноября 2005   | 15-0-0                                      | Арест, задержание и передача Специальному суду по Сьерра-Леоне Чарльза Тейлора                                                   |
| 1639      | 21 ноября 2005   | 15-0-0                                      | Разрешает продолжение деятельности EUFOR Althea в Боснии и Герцеговине                                                           |
| 1640      | 23 ноября 2005   | 15-0-0                                      | Требует от Эритреи снятия ограничений на деятельность Миссии ООН в Эфиопии и Эритрее                                             |
| 1641      | 30 ноября 2005   | 15-0-0                                      | Продлевает мандат Операции ООН в Бурунди                                                                                         |
| 1642      | 14 декабря 2005  | 15-0-0                                      | Продлён мандат Вооружённых сил ООН по поддержанию мира на Кипре                                                                  |
| 1643      | 15 декабря 2005  | 15-0-0                                      | Продлевает эмбарго на поставки оружия, поездки и финансовые ограничения в отношении Кот-д'Ивуара                                 |
| 1644      | 15 декабря 2005  | 15-0-0                                      | Продлевает мандат Международной независимой комиссии ООН по расследованию в Ливане                                               |
| 1645      | 20 декабря 2005  | 15-0-0                                      | Учреждает Комиссию ООН по миростроительству                                                                                      |
| 1646      | 20 декабря 2005  | 13-0-2 (воздержались: Аргентина, Бразилия)  | Членский состав Комиссии по миростроительству                                                                                    |
| 1647      | 20 декабря 2005  | 15-0-0                                      | Продлевает ограничения на оружие, поездки, алмазы и древесину против Либерии                                                     |
| 1648      | 21 декабря 2005  | 15-0-0                                      | Продлевает мандат Сил ООН по наблюдению за разъединением                                                                         |
| 1649      | 21 декабря 2005  | 15-0-0                                      | Продлевает эмбарго на поставки оружия, финансовые и туристические санкции против Демократической Республики Конго                |
| 1650      | 21 декабря 2005  | 15-0-0                                      | Продлевает мандат Операции ООН в Бурунди                                                                                         |
| 1651      | 21 декабря 2005  | 15-0-0                                      | Продлён мандат группы наблюдения за ситуацией в Дарфуре (западный Судан)                                                         |
| 1652      | 24 января 2006   | 15-0-0                                      | Продлевает мандат Операции ООН в Кот-д'Ивуаре и поддерживает французские силы                                                    |
| 1653      | 27 января 2006   | 15-0-0                                      | Подчёркивает важность разоружения и демобилизации в районе Великих Африканских озёр                                              |
| 1654      | 31 января 2006   | 15-0-0                                      | Восстанавливает эмбарго на поставки оружия в Демократическую Республику Конго                                                    |
| 1655      | 31 января 2006   | 15-0-0                                      | Продлён мандат Временных сил ООН в Ливане                                                                                        |
| 1656      | 31 января 2006   | 15-0-0                                      | Продлён мандат Миссии ООН по наблюдению в Грузии                                                                                 |
| 1657      | 6 февраля 2006   | 15-0-0                                      | Передислоцирует одну пехотную роту из Миссии ООН в Либерии в Операцию ООН в Кот-д'Ивуаре                                         |
| 1658      | 14 февраля 2006  | 15-0-0                                      | Продлевает мандат Миссии ООН по стабилизации в Гаити                                                                             |
| 1659      | 15 февраля 2006  | 15-0-0                                      | Одобряет соглашение по Афганистану                                                                                               |
| 1660      | 28 февраля 2006  | 15-0-0                                      | Вносит поправки в устав Международного трибунала по бывшей Югославии                                                             |
| 1661      | 14 марта 2006    | 15-0-0                                      | Продлевает мандат Миссии ООН в Эфиопии и Эритрее                                                                                 |
| 1662      | 23 марта 2006    | 15-0-0                                      | Продлён мандат Миссии ООН по содействию Афганистану                                                                              |
| 1663      | 24 марта 2006    | 15-0-0                                      | Продлевает мандат Миссии ООН в Судане                                                                                            |
| 1664      | 29 марта 2006    | 15-0-0                                      | Просит Генерального секретаря проконсультироваться с правительством Ливана по поводу трибунала по делу об убийстве Рафика Харири |
| 1665      | 29 марта 2006    | 15-0-0                                      | Продлён мандат группы наблюдения за ситуацией в Дарфуре (западный Судан)                                                         |
| 1666      | 31 марта 2006    | 15-0-0                                      | Продлён мандат Миссии ООН по наблюдению в Грузии                                                                                 |
| 1667      | 31 марта 2006    | 15-0-0                                      | Продлевает мандат Миссии ООН в Либерии                                                                                           |
| 1668      | 10 апреля 2006   | 15-0-0                                      | Дело в Международном трибунале по бывшей Югославии                                                                               |
| 1669      | 10 апреля 2006   | 15-0-0                                      | Перевод персонала из Операции ООН в Бурунди в Миссию ООН в Демократической Республике Конго                                      |
| 1670      | 13 апреля 2006   | 15-0-0                                      | Продлевает мандат Миссии ООН в Эфиопии и Эритрее                                                                                 |
| 1671      | 25 апреля 2006   | 15-0-0                                      | Разрешает развертывание EUFOR RD Congo в Демократической Республике Конго                                                        |
| 1672      | 25 апреля 2006   | 12-0-3 (воздержались: Катар, Китай, Россия) | Вводит санкции в отношении четырех суданских граждан                                                                             |
| 1673      | 27 апреля 2006   | 15-0-0                                      | Продлевает мандат комитета по наблюдению за выполнением резолюции 1540 о нераспространении                                       |
| 1674      | 28 апреля 2006   | 15-0-0                                      | Важность предотвращения конфликтов посредством развития и демократии                                                             |
| 1675      | 28 апреля 2006   | 15-0-0                                      | Продлевает мандат Миссии ООН по проведению референдума в Западной Сахаре                                                         |
| 1676      | 10 мая 2006      | 15-0-0                                      | Восстанавливает группу по наблюдению за эмбарго на поставки оружия в Сомали                                                      |
| 1677      | 12 мая 2006      | 15-0-0                                      | Продлевает мандат Отделения ООН в Восточном Тиморе                                                                               |
| 1678      | 15 мая 2006      | 15-0-0                                      | Продлевает мандат Миссии ООН в Эфиопии и Эритрее                                                                                 |
| 1679      | 16 мая 2006      | 15-0-0                                      | Решение Африканского Союза преобразовать миротворческую операцию в Дарфуре (Судан)                                               |
| 1680      | 17 мая 2006      | 13-0-2 (воздержались: Китай, Россия)        | Призывает Сирию ответить на просьбу Ливана о делимитации границы                                                                 |
| 1681      | 31 мая 2006      | 15-0-0                                      | Продлевает мандат Миссии ООН в Эфиопии и Эритрее                                                                                 |
| 1682      | 2 июня 2006      | 15-0-0                                      | Увеличение численности Операции ООН в Кот-д'Ивуаре                                                                               |
| 1683      | 13 июня 2006     | 15-0-0                                      | Отменяет эмбарго на поставки оружия в Либерию                                                                                    |
| 1684      | 13 июня 2006     | 15-0-0                                      | Выдвижение кандидатов в судьи Международного трибунала по Руанде                                                                 |
| 1685      | 13 июня 2006     | 15-0-0                                      | Продлевает мандат Сил ООН по наблюдению за разъединением                                                                         |
| 1686      | 15 июня 2006     | 15-0-0                                      | Продлевает мандат Международной независимой комиссии ООН по расследованию в Ливане                                               |
| 1687      | 15 июня 2006     | 15-0-0                                      | Продлён мандат Вооружённых сил ООН по поддержанию мира на Кипре                                                                  |
| 1688      | 16 июня 2006     | 15-0-0                                      | Одобряет перевод бывшего президента Либерии Чарльза Тейлора в Гаагу (Нидерланды)                                                 |
| 1689      | 20 июня 2006     | 15-0-0                                      | Возобновляет ограничения на импорт необработанных алмазов из Либерии; снимает ограничения на древесину                           |
| 1690      | 20 июня 2006     | 15-0-0                                      | Продлевает мандат Отделения ООН в Восточном Тиморе                                                                               |
| 1691      | 22 июня 2006     | Принята без голосования                     | Приём Черногории в ООН |
| 1692      | 30 июня 2006     | 15-0-0                                      | Продлевает мандат Операции ООН в Бурунди                                                                                         |
| 1693      | 30 июня 2006     | 15-0-0                                      | Продлевает увеличение численности Миссии ООН в Демократической Республике Конго                                                  |
| 1694      | 13 июля 2006     | 15-0-0                                      | Увеличение полицейского компонента Миссии ООН в Либерии                                                                          |
| 1695      | 15 июля 2006     | 15-0-0                                      | Осуждает ракетные испытания КНДР                                                                                                 |
| 1696      | 31 июля 2006     | 14-1-0 (против: Катар)                      | Требует от Ирана прекратить деятельность по обогащению урана                                                                     |
| 1697      | 31 июля 2006     | 15-0-0                                      | Продлен мандат Временных сил ООН в Ливане                                                                                        |
| 1698      | 31 июля 2006     | 15-0-0                                      | Продлевает мандат группы экспертов в Демократической Республике Конго                                                            |
| 1699      | 8 августа 2006   | 15-0-0                                      | Сотрудничество между ООН и Интерполом в отношении международных санкций                                                          |
| 1700      | 10 августа 2006  | 15-0-0                                      | Продлевает мандат Миссии ООН по содействию Ираку                                                                                 |